# Heilige Geestkerk (Ospeldijk)
De Heilige Geestkerk was een rooms-katholiek kerkgebouw te Ospeldijk in de Midden-Limburgse gemeente Nederweert, gelegen aan Moostdijk 10.

## Geschiedenis
Vanaf 1946 begon men met collectes voor een hulpkerk voor Ospeldijk, waarvan de gelovigen voordien in Ospel kerkten. In 1954 werden twee lokalen van de Heilige Geestschool als noodkerk ingericht. Deze kerk werd bediend door de parochiekerk van Ospel. In 1957 werd door Pierre Weegels een ontwerp voor een noodkerk, die in 1959 werd ingezegend. Er was voorzien in de bouw van een definitieve kerk, waarvoor de grond al was aangekocht, maar waarvan men in 1988 besloot van de bouw af te zien. De noodkerk werd toen opgeknapt, maar ook deze heeft slechts tot 2007 dienstgedaan, waarna ze werd gesloopt om plaats te maken voor woningbouw.

## Gebouw
Het betreft een bakstenen gebouw in sobere, modernistische stijl. Het is een zaalkerk met twee transeptarmen aan de koorzijde. De kerk had geen toren, maar de vier bakstenen kolommen die het dak droegen, waren deels voorzien van een wijzerplaat met uurwerk, en er hing ook een klok.